# Comuna de Orchowo
Orchowo (polaco: Gmina Orchowo) é uma gminy (comuna) na Polónia, na voivodia de Grande Polónia e no condado de Słupecki. A sede do condado é a cidade de Orchowo.
De acordo com os censos de 2004, a comuna tem 3937 habitantes, com uma densidade 40,1 hab/km².

## Área
Estende-se por uma área de 98,12 km², incluindo:
- área agricola: 72%
- área florestal: 18%

## Demografia
Dados de 30 de Junho 2004:
|                      | Total   | Total | Mulheres | Mulheres | Homens  | Homens |
| -------------------- | ------- | ----- | -------- | -------- | ------- | ------ |
|                      | pessoas | %     | pessoas  | %        | pessoas | %      |
| População            | 3937    | 100   | 1974     | 50,1     | 1963    | 49,9   |
| Densidade (pop./km²) | 40,1    | 100   | 20,1     | 20,1     | 20      | 20     |

De acordo com dados de 2002, o rendimento médio per capita ascendia a 1358,48 zł.

## Subdivisões
- Bielsko, Linowiec, Myślątkowo, Orchowo, Orchówek, Osowiec, Różanna, Skubarczewo, Słowikowo, Szydłowiec, Wólka Orchowska.

## Comunas vizinhas
- Jeziora Wielkie, Kleczew, Mogilno, Powidz, Strzelno, Trzemeszno, Wilczyn, Witkowo